# Paperolles

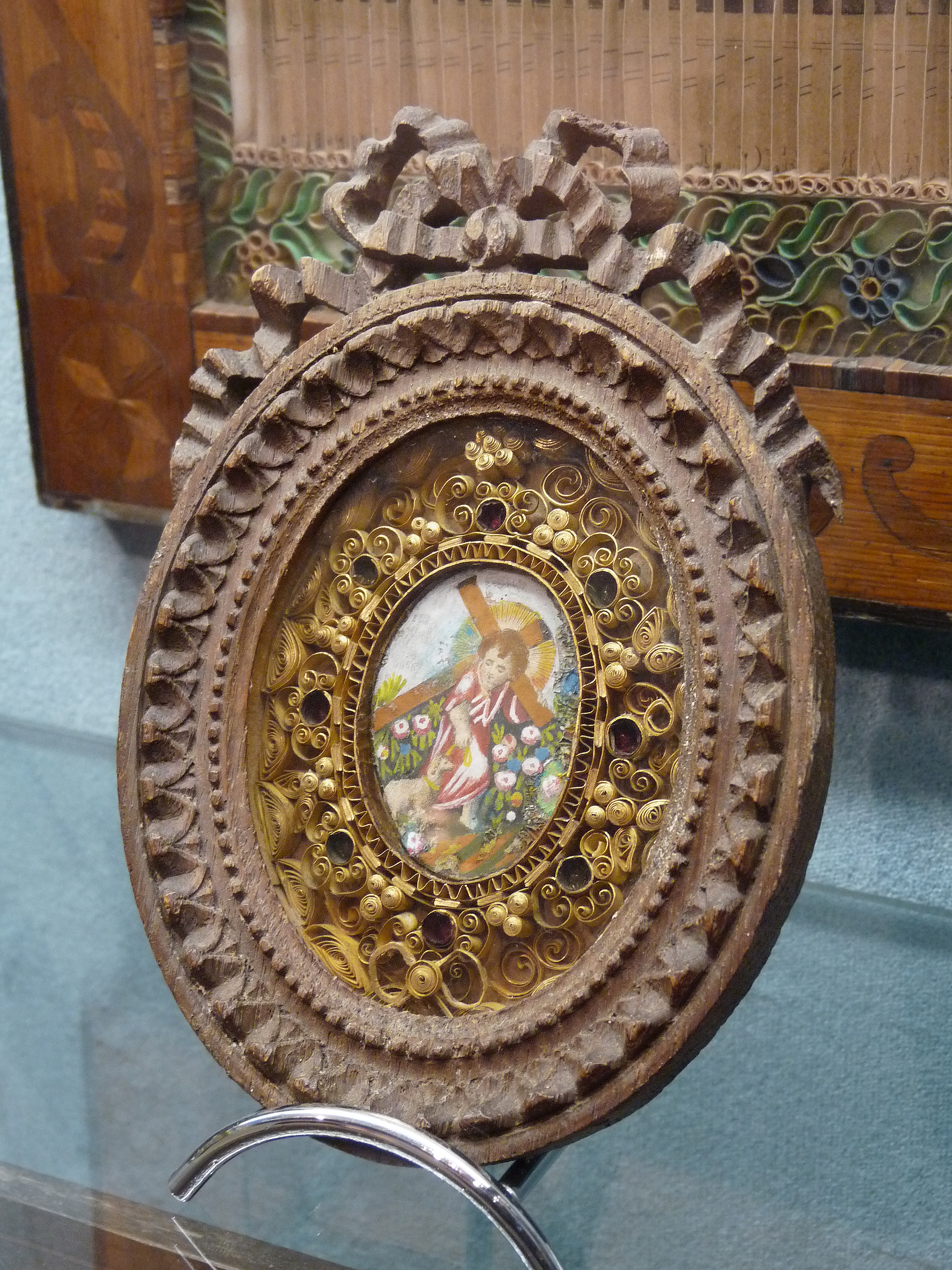
Christ portant sa croix, Marie-louise en paperolles, musée Charles de Bruyères.

Les paperolles (ou paperoles) sont une technique de décoration utilisant d'étroites bandelettes, ou frisures de papier, enroulées sur elles-mêmes et fixées sur un support ou dans un cadre. En dehors du Québec, où le terme français est conservé, on les désigne souvent par le mot anglais correspondant : « quilling » ou « paper quilling ». Ce terme vient du mot anglais Quill pen, signifiant plume d'oie. L'extrémité de la plume est fendue afin d'y d'insérer la bande de papier et de l'enrouler.

## Histoire

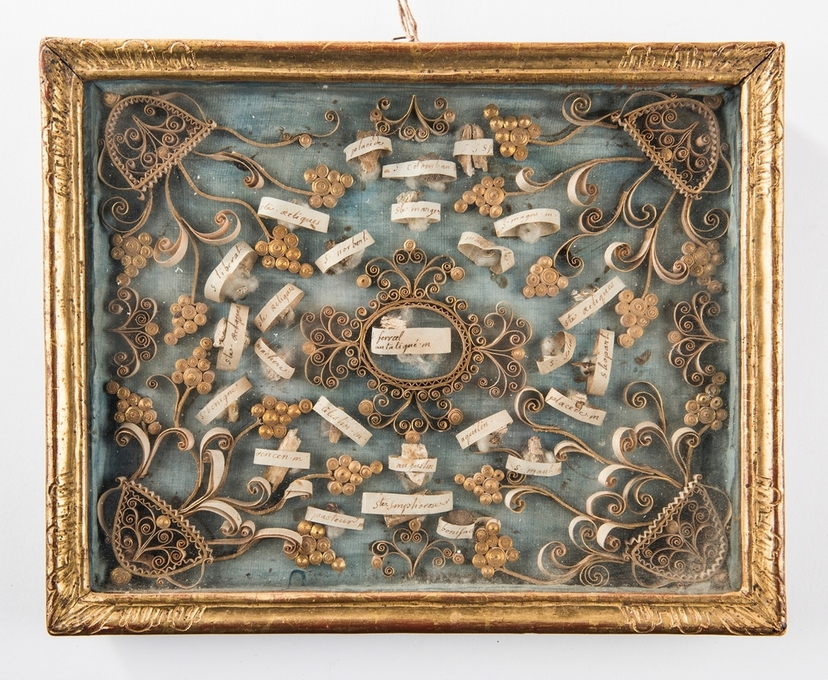
Reliquaire à paperolles, XVIIIe siècle
conservé au musée Crozatier.

Cette discipline est basée sur l'enroulement de bandes de papier pour former boucles, cercles et autres navettes, lesquelles sont collées par l'arête sur un support pour constituer un sujet en trois dimensions, elle est surtout pratiquée pendant la Renaissance par des organisations pauvres pour vénérer Dieu, embellir les messages sacrés et, ainsi, promouvoir leurs croyances. À partir du XVIIIe siècle, le genre se démocratise dans certains pays d'Europe où cette discipline devient populaire en s'installant dans le domaine de la décoration. Dans la même période, les paperolles sont utilisées dans les couvents pour la confection minutieuse de petits tableaux-reliquaires.
Dans un contexte littéraire – notamment en relation avec l'œuvre de Marcel Proust –, les paperolles sont de petits morceaux de papier pliés et collés sur les feuillets du texte, témoignant des nombreux ajouts et enrichissements voulus par l'auteur tout au long du processus créatif.
Aujourd'hui les paperolles bénéficient d'un regain d'intérêt en tant que loisir créatif mais aussi en tant qu'art.

## Matériel

### Outil fendu
L'outil fendu est le plus important outil de quilling puisque c'est lui qui permet d'enrouler facilement et rapidement les bandelettes de papier en bobines. Il s'agit généralement d'un manche rond en plastique pourvu en son extrémité d'une fine pointe arrondie d'un centimètre, fendue dans sa longueur afin qu'on puisse y glisser l'extrémité d'une bande de papier.
La qualité de la bobine ainsi créée parait visiblement meilleure que lorsque le papier enroulé à la main ou au moyen d'un outil rudimentaire comme un pic fendu (plume d'oiseau, cure-dent ou pic à brochette par exemple). Pour les plus jeunes ou les débutants, l'utilisation de cet outil avec un guide d'enroulement est recommandée car elle permet de monter sa spirale en papier plus régulièrement

### Aiguille épaisse
L'aiguille épaisse est un outil complémentaire pratique dans la conception d'une création en paperolles. Elle est surtout utilisée pour appliquer des points de colle dans des zones difficiles d'accès afin de fixer la création sur le support. On en trempe l'extrémité dans la colle et on vient toucher délicatement l'intersection entre le papier et le support pour déposer un discret point de colle.

### Pincette
La pincette, ou brucelles est utilisée pour déposer délicatement les éléments sur le support dans des zones difficiles d'accès sans abîmer ou déplacer les autres éléments fraîchement fixés. Elle permet également de maintenir une spirale lors de sa manipulation pour qu'elle ne se déroule pas ou ne se détende pas. Cet outil est particulièrement pratique quand de nombreuses spirales doivent avoir la même taille, comme les pétales d'une fleur, ou des éléments symétriques comme les ailes d'un papillon.

### Règle à cercles
La règle à cercles est essentielle pour réaliser des spirales d'une taille précise après enroulement. Après avoir enroulé la bande de papier sur l'outil fendu, on maintient la bobine de papier serrée entre les doigts et on la dépose dans l'un des trous de la règle. On laisse le papier se détendre, l'idéal étant souvent qu'il s'y déploie régulièrement sans que le cœur de la spirale ne se vide. Pour obtenir plusieurs spirales identiques, il est vraiment recommandé d'utiliser des bandelettes de même longueur. La règle à cercles propose parfois une règle de mesure à cette fin. On privilégiera certainement une règle à cercles d'épaisseur convenable si l'on est débutant.

### Le guide d'enroulement
Le guide d'enroulement est un outil complémentaire à l'outil fendu qui permet d'enrouler le papier en bobine. Il s'agit en général d'une plaque de plastique épaisse percée en son centre, dans laquelle on fait traverser par le trou l'outil fendu. 
Cet outil est recommandé pour les plus jeunes, les grands débutants et pour ceux qui fabriquent des miniatures tridimensionnelles en papier enroulé. Il permet de réaliser des spirales plus plates, plus rapidement pour ceux qui n'ont pas encore trouvé le bon placement des doigts lors de l'enroulement du papier.

### Outil à crêper
Cet outil permet de créer de petites ondulations serrées sur la bandelette de papier avant de l'enrouler, afin de créer des  spirales de formes différentes. On passe le papier entre deux engrenages rapprochés et le papier ressort marqué de zigzags dont la fréquence dépend de la taille de crénelure des engrenages.

### Peigne
Le peigne est un outil qui permet d'imposer un écartement entre les spirales d'une bobine. Il peut être utile de disposer de plusieurs peignes avec des écartements différents, mais il est également possible de fabriquer cet outil en collant fermement de fins cure-dent sur une plaque de carton épais, On peut alors décider de l'espacement des intervalles (distance fixe ou exponentielle).

## Galerie

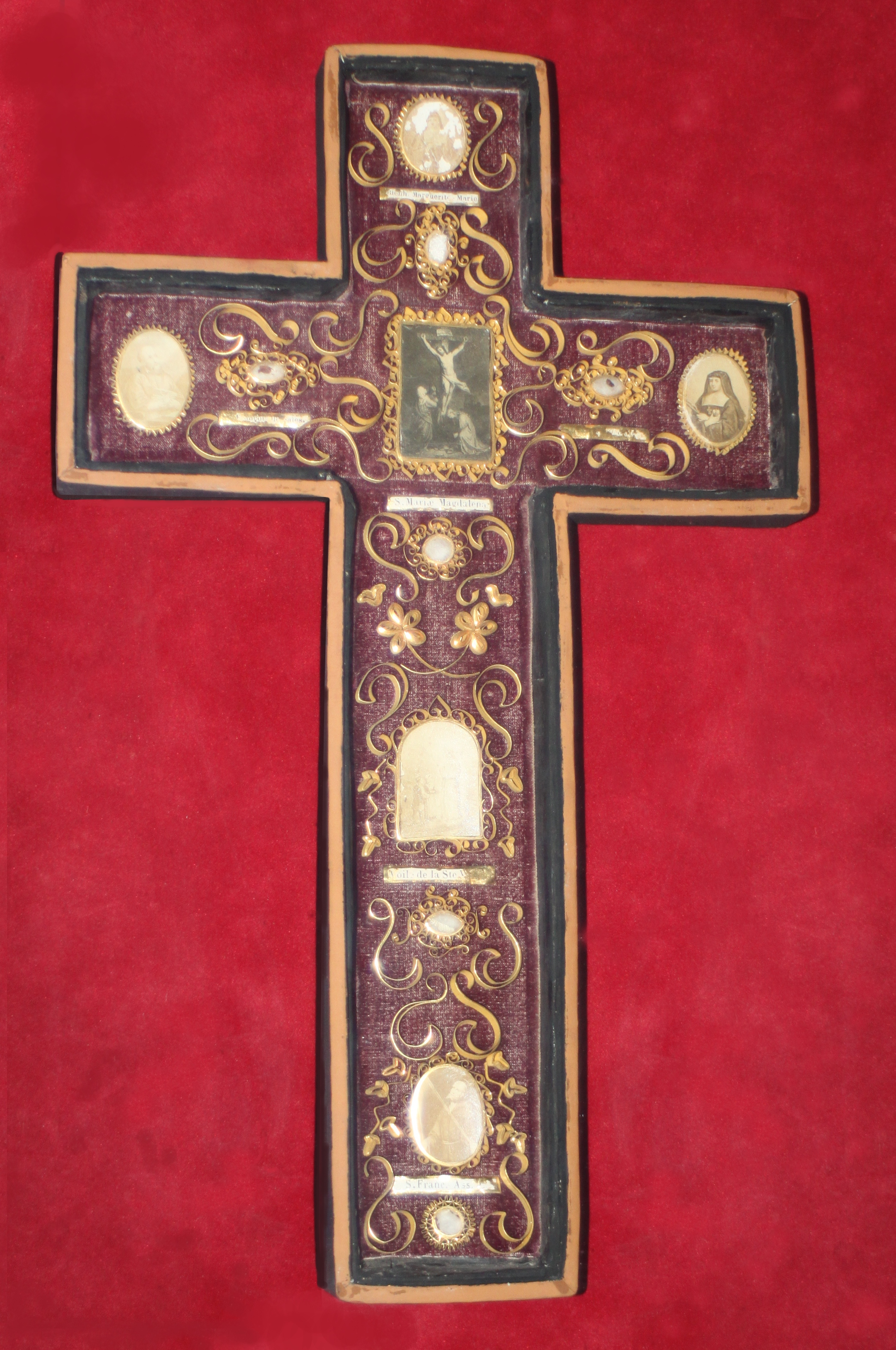
Croix reliquaire à paperolles, église Saint-Mériadec, Baden.
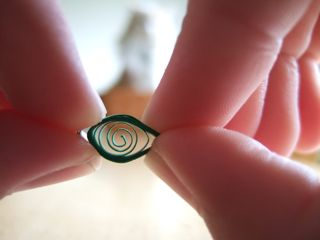
Confection d'une « marquise ».
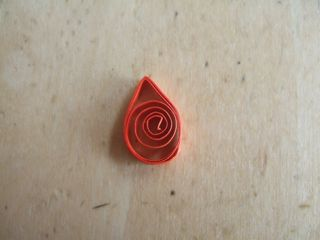
Paperolle en forme de larme.
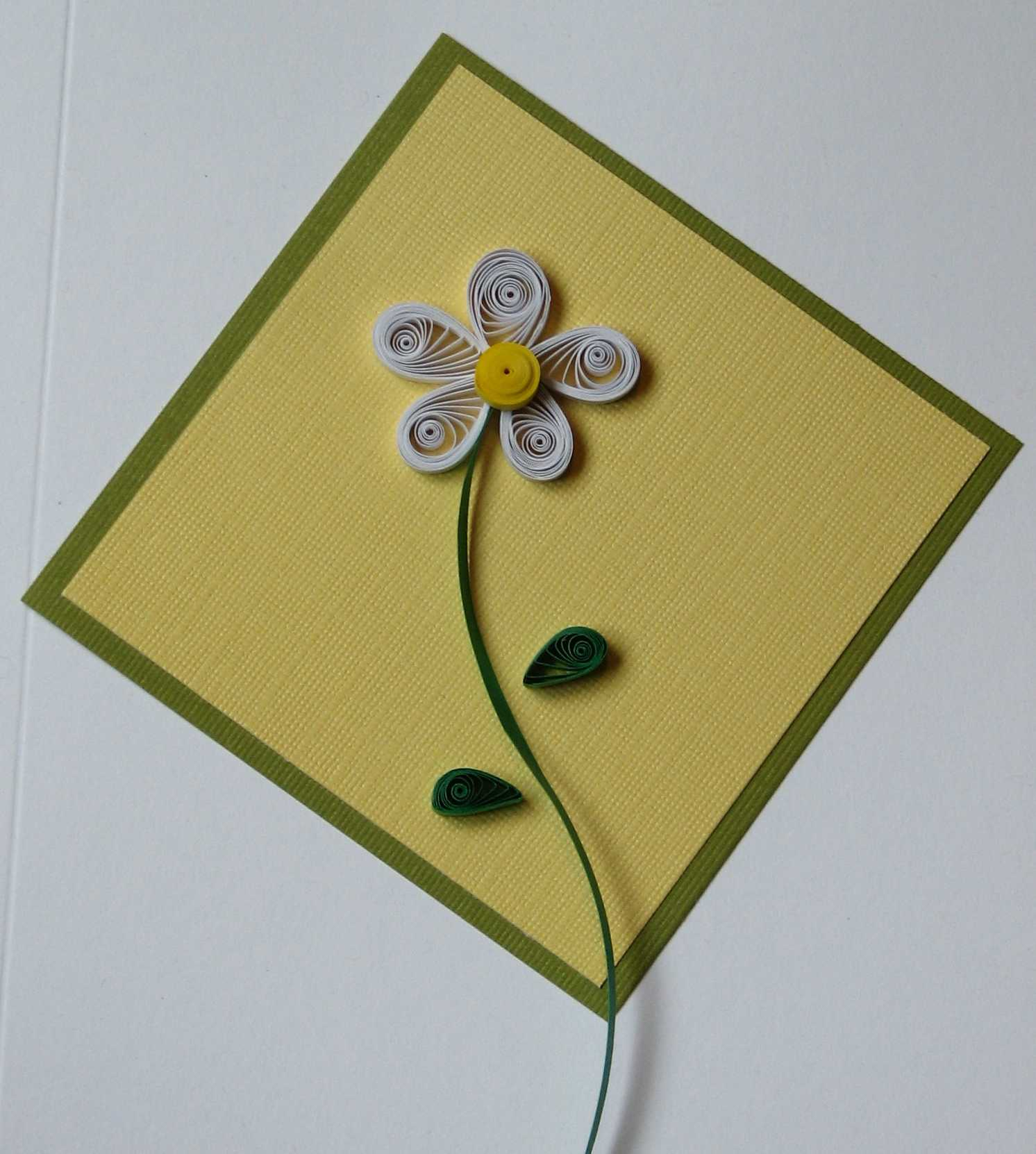
Marguerite.
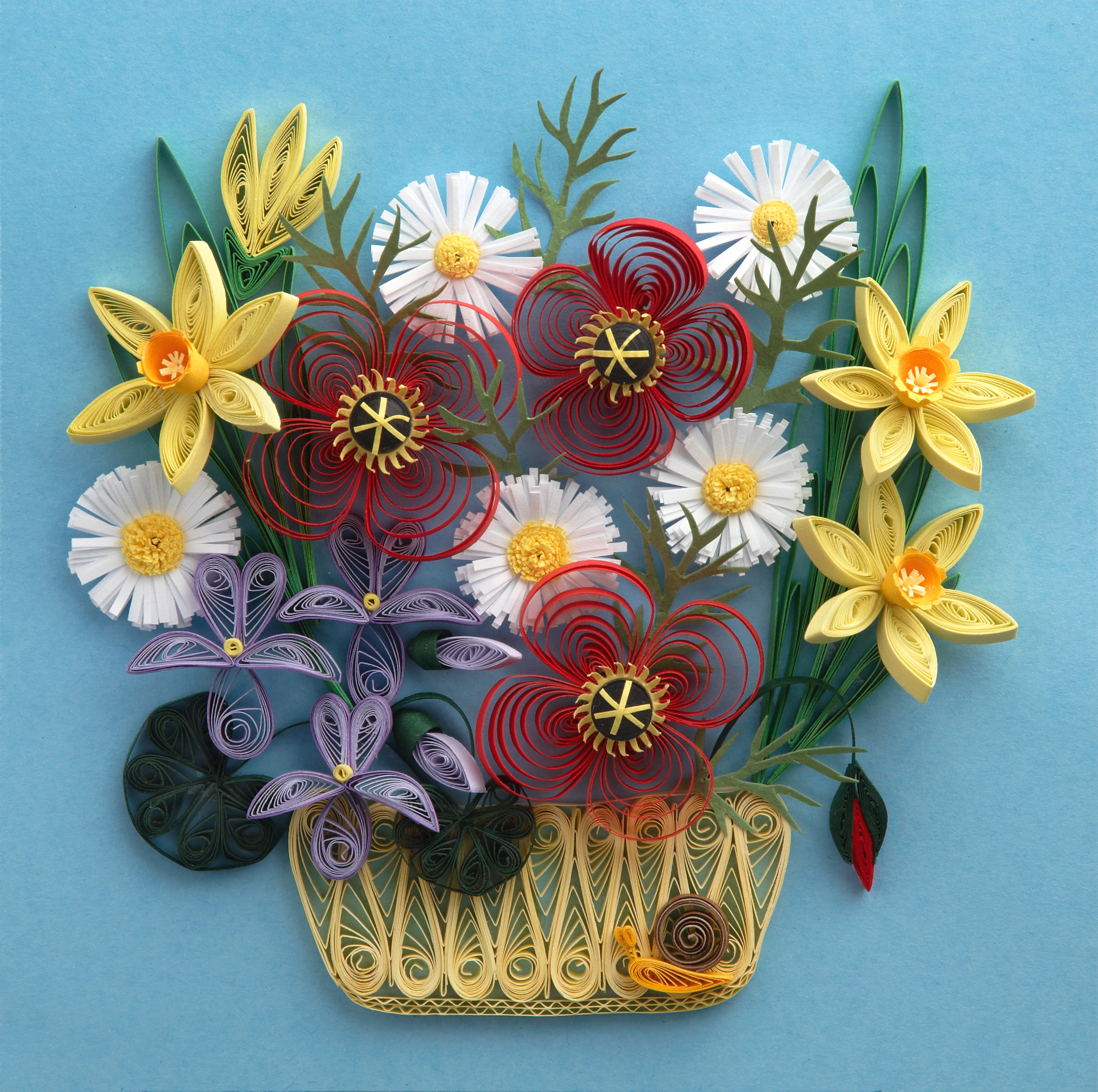
Bouquet de fleurs.
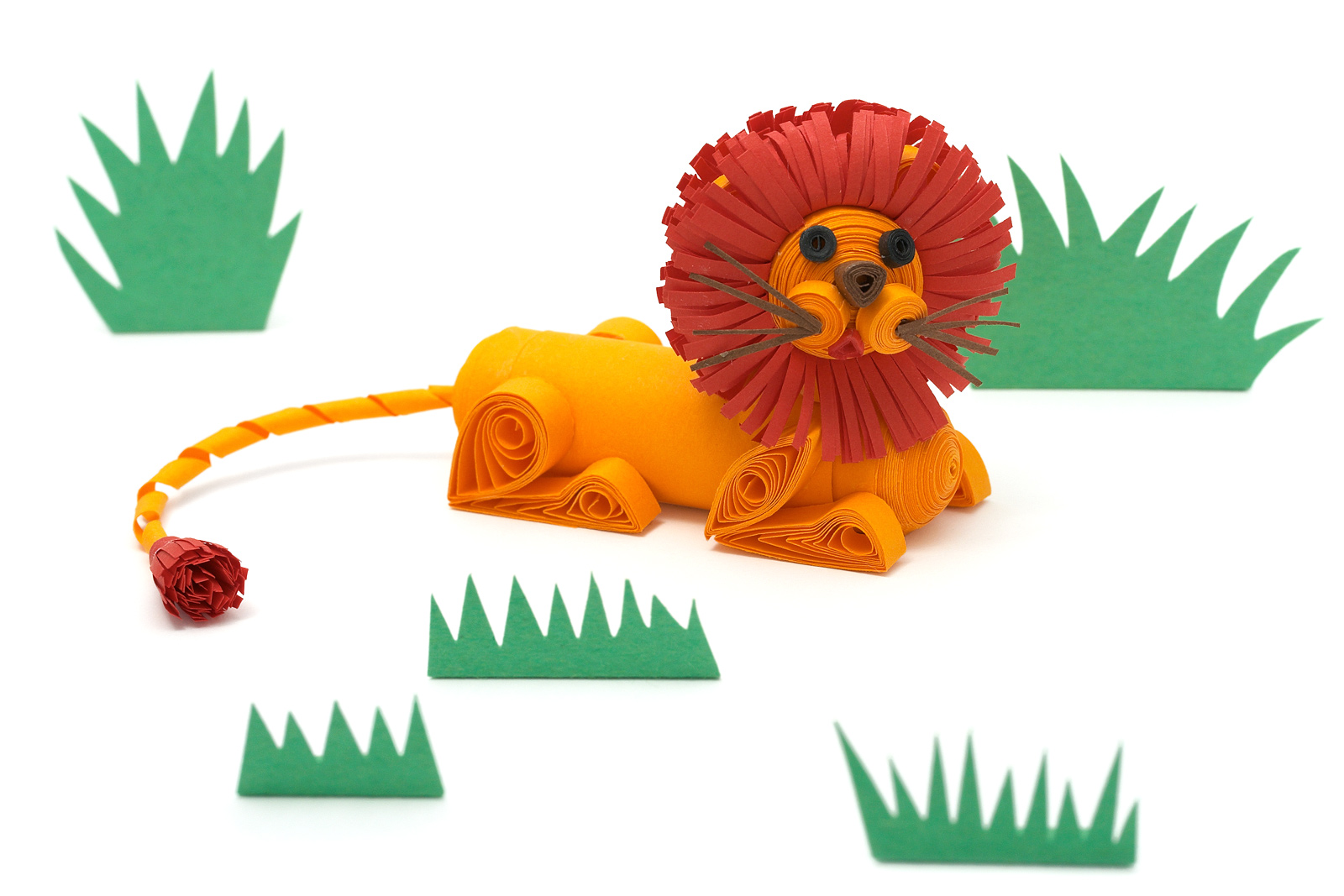
Lion.
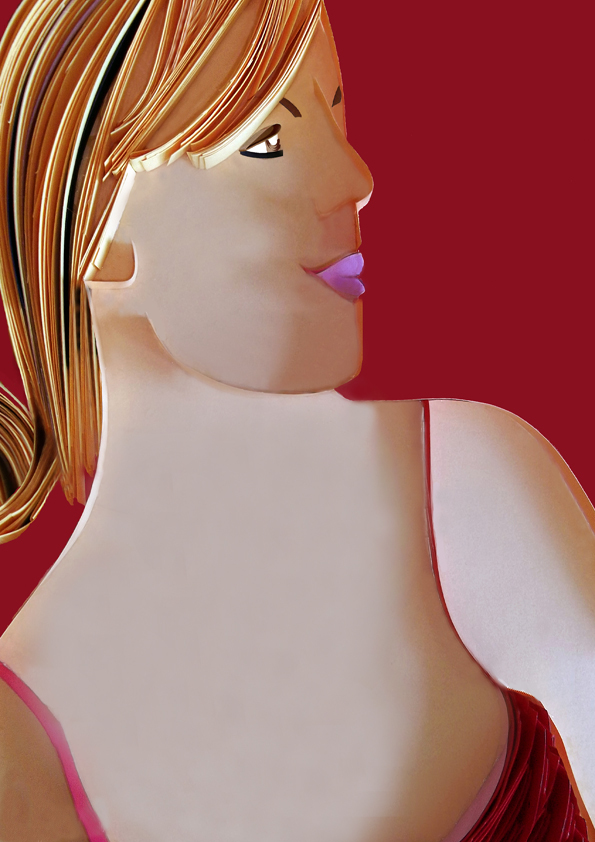
La jeune fille en rouge de Rémy Ryan Richards, 2012.